# Fiesta de Los Marchos
La fiesta de Los Marchos se celebra en Fuenmayor la noche del siete de diciembre,  y consiste en quemar al toque de las campanas los montones de broza y todo lo que no sirve en las casas.

## Origen
Según la tradición popular, esta fiesta recuerda la treta de la que se valieron los habitantes del pueblo para evitar ser saqueados por las tropas francesas en la Guerra de la Independencia haciendo hogueras en las puertas y balcones para que los franceses al ver el pueblo ardiendo desde lo alto del monte que separa Logroño de Fuenmayor, lo creyese ya saqueado y siguiese su camino sin entrar en él.
Esta leyenda no tiene visos de credibilidad por varias razones. En primer lugar, parece documentada la fiesta antes de 1808, año de la Guerra de Independencia (incluso en el diccionario de Autoridades publicado por la RAE en 1726 aparece como tercera acepción de «marcha» la de «hoguera festiva que se hace en La Rioja». Por otra parte, las tropas francesas llegaron a Logroño desde Vitoria por lo que es poco probable que se acercaran desde Logroño a Fuenmayor.
En Historia de Fuenmayor, publicada en 1944 por Enrique Merino de Tejada, se afirma que desde tiempos inmemoriables se hacía «un marcho o una iluminaria» en el pórtico sur de la Iglesia, dedicado a la Inmaculada. El estudioso local Carlos Martínez Galarreta, ha encontrado en el archivo parroquial el diario de un clérigo de la época en el que no aparece nada del episodio de las hogueras y sí el saqueo de un convoy en la cuesta del Buicio que provocó represalias y ajusticiamientos del ejército francés en Fuenmayor.
Hay otra opinión extendida por el pueblo según la cual el episodio tuvo lugar no en la Guerra de la Independencia, sino al retirarse las tropas francesas del sitio de Logroño en 1521. Esta teoría puede ser más creíble, pues en esta ocasión, los franceses se retiraron de Logroño a Vitoria, para lo cual tendrían que pasar por Fuenmayor.
Sin embargo no se descarta un origen pagano, ya que se celebra en las fechas del solsticio de invierno coincidiendo con el final de las cosechas (en las hogueras se queman los restos de las huertas), pudiendo ser una reminiscencia de ritos romanos o prerromanos de adoración al fuego, rituales de purificación o de gracias por la cosecha recién recogida.

## La palabra «marcho»
En el Diccionario de la R.A.E. ya aparece desde la primera edición en 1726 hasta nuestros días «marcha» como «hoguera festiva que se hace en La Rioja».
La palabra también puede aludir a la marcha que hicieron los franceses, que se marcharon sin saquear el pueblo o puede que venga de la palabra latina marctus con la que se designa a los restos de las plantas de la huerta una vez arrancadas en otoño.

## Descripción de la fiesta
El protagonismo de la fiesta corresponde a los niños, que desde varias semanas antes se dedican a recoger broza y todo lo que pueda arder y no sirva en las casas. A las siete de la tarde y al toque de campanas, se encienden las hogueras, en las que se asan patatas y alrededor de las cuales se salta y se baila. A esa misma hora, las autoridades del pueblo encabezadas por el alguacil que tocaba un viejo tambor de bandos, y presididas por el alcalde y los concejales con bastones de mando recorren el casco antiguo visitando cada marcho. Estos últimos años son acompañados por la escuela municipal de danzas.
En esa noche es tradicional cenar en casa y en familia, siendo la cena un preludio a las cercanas celebraciones navideñas. Por ello se degustan platos del menú navideño tradicional de la zona, como el cardo y la berza y moderadamente se empieza la primera tableta de turrón y se descorcha la primera botella de cava.